# EX-am
EX-am（EX-am 週刊）是香港文化傳信發行的週刊少年漫畫雜誌，於1993年6月23日創刊，每週三出刊。其連載的漫畫作品多來自日本集英社的《週刊少年Jump》。於2008年12月24日出版的2009年4·5合併號正式宣佈停刊，而最後一期EX-am亦為2009年4·5合併號（760期）。

## 概要
- 《EX-am》雖然是《週刊少年Jump》的中文版，卻不是每個《週刊少年Jump》的作品都會在其連載，因為《週刊少年Jump》的作品不全由文化傳信取得版權（如：《NARUTO》、《家庭教師HITMAN REBORN!》、《網球王子》和《銀魂》是正文社取得，《ONE PIECE》是天下出版社取得）。
- 每週三出刊，但真正出刊時間為週二。
- 《EX-am》除了漫畫連載外，也有ACG相關商品、電影情報、動畫情報、漫話日語及不定期的特別報道。
- 《EX-am》的漫畫連載，有時會一次連載兩回，使進度不至於過慢。

## 歷史
《EX-am》為香港首本日本集英社正式授權的週刊少年漫畫雜誌。隨著文化傳信之前的主打本地漫畫《玉郎漫畫》結束，承接的《EX-am》最初為連載日本及香港漫畫，其後開始轉為全日本漫畫。
《EX-am》創刊前，市面有若干日本漫畫中文版出現，比較具規模的出版社包括海豹叢書出版社及雅景出版社，但皆沒有日本正式授權。時代改變令香港開始對版權加以重視，文化傳信開始了洽購版權的做法，日後在港出版的日本漫畫皆採用授權印刷。
創刊時共有7個漫畫，除《繼承者超人H.V》為香港漫畫外，均為日本漫畫：
- 龍珠Z
- K.O.小拳王
- 魔界美少女
- BOY聖子到
- 靜鬥士 翔
- 繼承者超人H.V.
- 力人傳說

## 創刊序言
以下是EX-am創刊時刊登於第1期第4頁的序言:
如無特別註解，下文的「全港」、「本地」、「本港」均指「香港」。

### 大考驗來了
|  | 人生充滿考驗。從今天開始，全港市民都要面對一個大考驗。從今天開始，EX-am週刊，啟動了這個「漫畫大考驗」。 EX-am就是考驗自我、超越自我。每一個漫畫故事雖然是虛構，但故事背後所表達的精神卻非常真實，無論是龍珠裏的悟飯，或是K.O.小拳王內的豆釘智，都是在不斷考驗中成長過來的。朋友、對手、愛、恨、勝利、失敗、榮譽、失落，都一一在每次考驗中，與讀者共同擁有。 EX-am週刊是CITICOMICS自去年引入日本高質素漫畫後，再次與日本集英社合作，連載日本最暢銷的漫畫雜誌－少年JUMP週刊內六個精彩而風格不同的故事，將最好的漫畫，介紹給香港。 我們為大家預備了全港最受歡迎漫畫「龍珠」、不屈不撓的「K.O.小拳王」、詭異而具教育性的「魔界美少女」、保護人類的「靜鬥士－翔」、好打不平的「BOY聖子到」和挑戰人類極限的「力人傳說」。此外，還加上本港青年漫畫家梁偉傑、余健培及李志全的新創作「繼承者超人H.V」。 我們希望，通過有計劃地引入高水平漫畫，能為本地漫畫開拓更大的市場，使本地的漫畫創作天才，有更大的成長空間。 今天，漫畫已成為生活的一部份。從今天開始，活在漫畫中。 1993年6月23日 |

## 停刊原因
由於時代轉變，大部份香港讀者已不會購買漫畫雜誌，轉向購買漫畫單行本。另外，由於資訊發達，網上有大量免費的非法漫畫供線上閱讀，因此讀者不會花費購買漫畫雜誌。而且，漫畫雜誌的收藏價值和易手能力也比單行本低，因此讀者轉向購買單行本。

### 停刊通知
|  | 本刊自1993年創至今，多年來連載過無數日本經典漫畫名作，在坊間掀起大熱話題，成為一眾青少年至愛的漫畫雜誌。得蒙廣大讀者一直支持愛護，在此向大家致萬二分之謝意。可惜因網上非法刊登，令正版漫畫雜誌銷量大受打擊，加上潮流轉變等原因，今期《EX-am》是最後一期了。雖然《EX-am》停刊，但當中連載的故事將繼續推出單行本，其他日本漫畫單行本亦如常出版，我們將繼續堅持嚴謹及高水平製作，把更多精彩的日本漫畫帶給大家，希望大家約績鼎力支持。 |

## 曾經連載作品

### 日本漫畫
- 《龍珠Z》、《反轉時空機 TOKIMECHA》、《COWA 心慌慌》（鳥山明）
- 《K.O.小拳王》、《足球小將》、《足球小將 特別篇》、《足球小將 世青篇》、《足球小將 Golden-23》（高橋陽一）
- 《魔界美少女》（光原伸）
- 《BOY聖子到》《無賴男》《神盾勇者》（梅澤春人）
- 《靜鬥士 翔》（車田正美）
- 《遊戲王》（高橋和希）
- 《浪客劍心》、《武裝鍊金》《GUN BLAZE WEST》（和月伸宏）
- 《WILD HALF 神犬阿西》（淺美裕子）
- 《行運超人》（蒲生 洋 (ガモウひろし)）
- 《力人傳說》（小畑健）
- 《超能機動爺爺G》（土方茂）
- 《忍空》（桐山光侍）
- 《D・N・A²》、《SHADOW LADY》（桂正和）
- 《RASH!!》（北条司）
- 《翠山警匪雙子星》（甲斐谷忍）
- 《TOKYO 罪惡剋星》（次原隆二）
- 《棋魂》（堀田由美、小畑健）
- 《櫻鐵對話錄》、《Waqwaq》（藤崎龍）
- 《草莓100%》、《初戀限定。》（河下水希）
- 《魔法律顧問事務所》（西義之）
- 《拉魯Ω古拉德》（鷹野常雄、小畑健）
- 《死亡筆記》（大場鶇、小畑健）
- ※（大場鶇、小畑健）
- ※《茶煲情緣TO LOVEる》（矢吹健太朗、長谷見沙貴）
- ※《Eyeshield 21高速達陣》（稻垣理一郎、村田雄介）
- ※（久保帶人）
- ※《百鬼小當家》（椎橋寬）
- ※《D.Gray-man》（星野桂）
- ※《Hunter x Hunter》（冨樫義博）
- ※《遊戲王GX》（高橋和希、影山直行）

※者為受停刊影響而停止連載之作品。

### 香港漫畫
- 《繼承者超人H.V》（梁偉傑、余健培、李志全）
- 《念動少年》（童彥明）
- 《逆走》、《尼路外傳》、《說謊的愛人》、《<JUST Begun>》（曾照泉）
- 《上海2020》（李少棠）
- 《CAN CAN 封神物語》（石明川）
- 《星君少俠》（石明川）
- 《福享千萬年》（曾健游）
- 《天道神兵》（米奇）
- 《青檸時代》（溫世勤）
- 《救命王》（好小子）

## 曾經在EX-am連載的華人漫畫家
- 孫威軍
- 曾健游
- 溫世勤
- 童亦名（童彥明）
- 康津田
- 曾照泉
- 李少棠

## 封面

### 1993年
| 期號 | 封面圖片 | 角色   | 標題         |
| ---- | -------- | ------ | ------------ |
| 1    | 龍珠     | 孫悟空 | 悟飯憤怒了！ |

### 1997年
| 期號  | 封面圖片  | 角色           | 標題 |
| ----- | --------- | -------------- | ---- |
| 9     | BOY聖子到 |                |      |
| 11    | 浪客劍心  | 緋村劍心       |      |
| 12    | 足球小將  | 足球小將之角色 |      |
| 17    | 浪客劍心  | 緋村劍心       |      |
| 18    | 足球小將  |                |      |
| 20    | 浪客劍心  |                |      |
| 21-22 | 足球小將  |                |      |
| 27    | 浪客劍心  | 緋村劍心       |      |

### 2008年
| 期號 | 封面圖片             | 角色                                          | 標題                                                |
| ---- | -------------------- | --------------------------------------------- | --------------------------------------------------- |
| 37   | BLEACH 漂靈          | 黑崎一護                                      | 看準前方是通往未來之路！ 開啟道路是堅定不移的靈魂！ |
| 38   | Eyeshield 21高速達陣 | 小早川瀨那                                    | 以不屈信念對抗強敵！                                |
| 39   | 茶煲情緣TO LOVEる    | 羅羅 & 春菜 & 美柑                            | 戀愛令女孩變得更美！                                |
| 40   | D.Gray-man           | 古諾斯                                        | 醇酒美人，人生至樂！                                |
| 41   | Eyeshield 21高速達陣 | 小早川瀨那 & 蛭魔妖一 & 姊崎真守              | 笑對每場硬仗！                                      |
| 42   | 爆漫。               | 真城最高 & 高木秋人                           | 我們同心合力，在漫畫界打出頭來！！                  |
| 43   | BLEACH 漂靈          | 黑崎一護 & 朽木瑠亞 & 阿散井戀次              | 齊來燃起璀璨煙火吧！                                |
| 44   | 百鬼小當家           | 奴良                                          | 恩義兩難全，激戰在所難免！                          |
| 45   | 茶煲情緣TO LOVEる    | 毛毛 & 奈奈                                   | 地球是最好玩的玩具！地球是最好玩的玩具！            |
| 46   | BLEACH 漂靈          | 黑崎一護                                      | 轟嗚. 對敵人的咆哮！                                |
| 47   | Eyeshield 21高速達陣 | 小早川瀨那                                    | 會贏的人是我！                                      |
| 48   | D.Gray-man           | 四位驅魔人                                    | 秋意漸濃，畫意更濃。                                |
| 49   | BLEACH 漂靈          | 黑崎一護 & 朽木瑠亞                           | 將決心寄託在劍上！                                  |
| 50   | 爆漫。               | 亞豆美保                                      | 對漫畫的熱情，因她而起！！                          |
| 51   | Eyeshield 21高速達陣 | 小早川瀨那 & 大和猛                           | 不閃不避，衝出重圍！                                |
| 52   | 茶煲情緣TO LOVEる    | 羅羅 & 金色黑暗 & 古手川唯 & 美柑 & 倫 & 沙姬 | 真情表白，走出戀愛的第一步！                        |

### 2009年
| 期號  | 封面圖片          | 角色                                                 | 標題                       |
| ----- | ----------------- | ---------------------------------------------------- | -------------------------- |
| 01    | 爆漫。            | 真城最高 & 高木秋人 & 亞豆美保 & 見吉香耶 & 新妻英治 | 專心致志，畫出未來的藍圖！ |
| 02    | Hunter × Hunter   | 小岡                                                 | 激鬥再開                   |
| 03    | BLEACH 漂靈       | 黑崎一護                                             | 稍作歇息，蓄勢再戰！       |
| 04·05 | 茶煲情緣TO LOVEる | 羅羅 & 春菜                                          | 最深切的感謝 最美麗的道別  |

## 100期最佳封面選舉
EX-am於總期數第100期 (1995年第21期) 時舉行了100期最佳封面選舉，於95年第27期公佈了結果。
| 位置     | 期號       | 封面圖片                       | 角色                     | 標題                                |
| -------- | ---------- | ------------------------------ | ------------------------ | ----------------------------------- |
| 最佳封面 | 95年第12期 | 龍珠                           | 孫悟空、孫悟飯、悟天格斯 | 連續激戰滿十年! 第500回連載大突破!! |
| 第2位    | 95年第2期  | RASH!!                         | 朝霞勇希                 | 寒冷中飄出一段段世間情              |
| 第3位    | 95年第21期 | （由各期EX-am封面堆砌而成）    | （無）                   | 創刊總第100期紀念號                 |
| 第4位    | 93年第12期 | 足球小將特別篇                 | 戴志偉及其他足球小將人物 | 日本青年軍迎戰荷蘭隊                |
| 第5位    | 94年第23期 | 龍珠                           | 孫悟空、孫悟飯、孫悟天   | 悟空的勇! 悟飯的勁! 悟天的猛!       |
| 第6位    | 94年第47期 | 足球小將世青篇                 | 戴志偉及其他足球小將人物 |                                     |
| 第7位    | 93年第10期 | 龍珠                           | 杜拉格斯                 | 杜拉格斯再戰人造人                  |
| 第8位    | 95年第8期  | （由多套漫畫人物的布娃娃組成） | （無）                   |                                     |
| 第9位    | 94年第20期 | D・N・A²                       | 葵加玲                   | 超越時空的挑戰                      |
| 第10位   | 94年第12期 | 龍珠                           | 孫悟空、孫悟飯、比達     | 比達再露強勁身手 龍珠故事高潮迭起!! |